# Scaphinotus subtilis
Scaphinotus subtilis is een keversoort uit de familie van de loopkevers (Carabidae). De wetenschappelijke naam van de soort is voor het eerst geldig gepubliceerd in 1863 door Schaum.